# Mākaha
Mākaha ist ein Census-designated place an der Westküste von Oʻahu im US-Bundesstaat Hawaii mit 8740 Einwohnern. Es ist der nördlichste Ort der Leeward Coast und sein Strand gilt als bester Surfspot dieser Küste.

## Demographie
Der Ort zählt 8740 Einwohner, die sich zusammensetzen aus: 35,9 % gemischtrassig, 34,6 % Hawaiier und andere Polynesier, 17,0 % Weiße, 9,7 % Asiaten  und 2,6 % Schwarze. Das mittlere Jahreseinkommen beträgt bei Männern 41.532 US-Dollar und bei Frauen 35.171 US-Dollar.
Mākaha wurde von der US-Tageszeitung USA Today 2019 als worst city to live von Hawaii und viertschlechteste der USA gekürt. Die Stadt hat eine relativ hohe Arbeitslosenrate von 9,7 % und der durchschnittliche Preis eines Einfamilienhauses liegt im Ort bei 564.000 US-Dollar – das Elffache des mittleren Haushaltseinkommens von 51.833 US-Dollar, während der durchschnittliche Hauspreis in den USA bei dem 3,4-fachen Wert des Haushaltseinkommens liegt (Stand 2019).

## Surfing
Es wird vermutet, dass native Hawaiier schon vor Hunderten von Jahren Wellenreiten am Strand von Mākaha betrieben, das neuzeitliche Surfen von Nicht-Hawaiianern am Mākaha-Strand wird jedoch zwei jungen Surfern und Hummerfischern aus Honolulu, John Kelly und Wally Froiseth, zugeschrieben. Als sie an einem Herbst im Jahr 1937 an diesen Strand fuhren, um ihre Fischernetze auszuwerfen, bemerkten sie, dass die Wellen hier viel höher und lauter waren, als die von Waikiki. Nachdem sie die Nachricht in der Surfer-Community von Honolulu verbreitet hatten, kamen immer mehr Gleichgesinnte an diesen Strand. Den Durchbruch als Surf-Mekka erreichte der Ort 1954 mit den Mākaha International Surfing Championships, dem ersten internationalen Surf-Wettbewerb in Hawaii sowie dem ersten im Fernsehen (1962) übertragenen Surf-Wettbewerb überhaupt. Nachdem sich der Fokus der Welt-Surfergemeinde jedoch immer mehr auf die North Shore verschoben hatte, wurden die Mākaha Championships 1971 eingestellt. Im Jahr 1984 fanden in Mākaha die U.S. Surfing Championships, 1997 die World Longboard Championships und 2003 die Masters World Championships statt.

## Film- und Videoproduktionen
In Mākaha wurden über 50 Surffilme und -videos gedreht, darunter Trek to Makaha (1956), Slippery When Wet (1958), Cavalcade of Surf (1962), The Endless Summer (1966), The Golden Breed (1968), Five Summer Stories (1972), Ocean Fever (1983), Surfers: The Movie (1990) und Blue Shock (1998).